# Serie 252 de Renfe
La Serie 252 de Renfe es una serie de 75 locomotoras universales muy versátiles, derivadas de la serie E120 de la Deutsche Bahn (DB). Fueron pedidas por Renfe en 1989 para disponer de locomotoras aptas para 220 km/h, en vistas de la construcción del NAFA Madrid-Sevilla. Forman parte del proyecto EuroSprinter de Siemens, así que la construcción de las primeras 15 unidades corrió a cargo del consorcio Siemens - Krauss-Maffei, siendo las restantes construidas bajo licencia por CAF y MACOSA.
Las locomotoras 252 han rodado por 7 países diferentes (España, Alemania, Francia, Luxemburgo, Austria, Checoslovaquia,Italia y Portugal 
) en pruebas.
Renfe hizo un pedido de 75 locomotoras a estos fabricantes, 15 para ancho internacional (1.435 mm) y 60 para ancho ibérico (1.668 mm). Estas locomotoras se pueden ver hoy en día por toda la geografía española de las líneas ferroviarias electrificadas.
- Líneas: la mayoría de las líneas electrificadas de Adif en ambos anchos.
- .Fabricantes: CAF, MACOSA (ahora Stadler Rail), Siemens y Krauss-Maffei
- Unidades: 75 (originalmente 1 a 15 en ancho UIC) y (16 a 75, ancho ibérico).
- Año de puesta en servicio: 1991.
- Velocidad máxima: 200 km/h comercial, 250 km/h homologadas, aunque poseen un récord de 302 km/h con la 252-009 realizando pruebas en la LAV Madrid - Sevilla el día 16/5/1994 entre los puntos kilométricos 88,5 y 115,9. Este récord se consiguió poniéndole a la 252-009 nuevos reductores y el cambio del pantógrafo original Siemens por un pantógrafo Dornier adaptado para la captación de corriente a mayores velocidades. Alcanzó esta velocidad arrastrando 6 coches Talgo Pendular de la serie 6° pero con bogies de alta velocidad. La 252-009 fue incendiada el 11/4/2005 en Sevilla Sta. Justa y desguazada posteriormente en los talleres de La Sagra el día 1 de febrero de 2011.
- Potencia total: 5600 kW
- Electrificación: 3 kV (CC) y 25 kV, 50 Hz (CA)
- Ancho/s de vía: 1.435 mm (UIC) y 1.668 mm (ibérico)

Las locomotoras EuroSprinter son una evolución de las series E120 DB y 252 de Renfe Operadora. La serie 5600 de los CP es equivalente.
Algunas locomotoras son utilizadas en la línea de alta velocidad Figueras - Perpiñán (Francia) con ERTMS y adaptación por al 1,5 kV francés para dar tracción a trenes de mercancías
Servicios

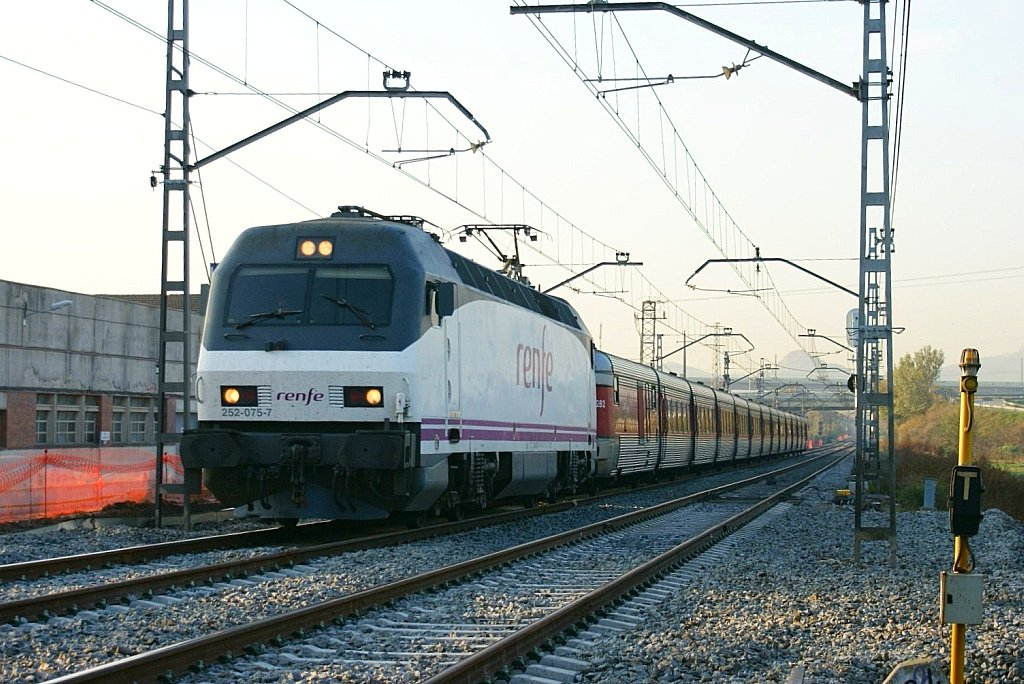
Catalán Talgo con la rama 2B2 y traccionado por la locomotora eléctrica 252.075 de Renfe Operadora justo antes de hacer entrada en la estación de Mollet-San Fausto.

El 31 de mayo de 1992: Primer servicio comercial a 180 km/h Talgo 200 Madrid - Málaga. También como exploradoras en la LAV Madrid - Sevilla. La puesta a punto fue difícil debido a su innovadora tecnología de motores asíncronos y tiristores GTO.
Más tarde las locomotoras van tomando la tracción de otros trenes remolcados por las LAV.  El 27 de mayo la velocidad máxima se elevó a 200 km/h. 
El número de locomotoras en servicio a fecha de 2024 es de 49. A partir de 1993 empezaron a traccionar trenes de pasajeros en la red convencional sustituyendo a las veteranas 269. Estas locomotoras se pueden ver hoy en día por la práctica totalidad de las líneas electrificadas de ADIF en ambos anchos. Actualmente sólo arrastran algunos trenes de pasajeros intercity con material talgo, anteriormente traccionaron también coches de viajeros y ramas talgo tanto para servicios diurnos (Arco, Altaria, Intercity y Diurno) como nocturnos (Estrella y Trenhotel).
Desde la implantación de trenes autopropulsados, principalmente los Alvia S130 y S120 con la apertura progresiva de líneas de alta velocidad, y la progresiva supresión de trenes remolcados, su uso ha disminuido. Actualmente realizan algunos servicios Intercity el corredor mediterráneo entre Barcelona, Valencia Alicante, Murcia y Lorca, también se encargan de la tracción del tren turístico "Al Ándalus" en Temporada utilizando dos locomotoras en mando múltiple. 
Pruebas y récords:
Las primeras unidades llegaron en 1991 para realizar pruebas. El 28 de noviembre de 1991 la unidad 252.002 batió el récord español de velocidad en la LAV Madrid - Sevilla (256 km/h). Mayo de 1994: La unidad 252.009, modificada para la ocasión, llega a 303 km/h , récord vigente de velocidad de una locomotora en España, arrastrando coches experimentales de Talgo Pendular en la LAV Madrid - Sevilla, dentro de las pruebas para desarrollar el Talgo 350.
Modificación de algunas locomotoras a Tri-tensión:
Primer servicio comercial de mercancías en ancho estándar entre la estación de Morrot y la frontera francesa circulando por el ramal de mercancías El Morrot-Can Tunis-Castellbisbal. El tren que protagonizó este histórico momento del ferrocarril español, fue el TECO Barcelyon Express, tren que antes iba por vía convencional hasta Portbou. Las locomotoras 252.017 y 252.028 aseguran la tracción. Cornellà de Llobregat. Cuatro locomotoras fueron modificadas en 2010 para circular bajo 1500 V (conservando 25 kV y 3 kV) y así arrastrar trenes de mercancías entre el Puerto de Barcelona y Perpiñán en ancho internacional a partir del 21 de diciembre de 2010. A día de hoy, se han modificado las unidades numeradas 19, 20, 24, 25, 26, 27 y 28 para remolcar los trenes de mercancías hasta enero de 2025, que se traspasó el último servicio a Transfesa.

## Locomotoras retiradas
De las 75 locomotoras iniciales siguen circulando 35 de ellas, habiendo sido muchas de ellas desguazadas por accidentes graves o averías graves. El resto han sido desguazadas en los talleres de Fuencarral (Madrid) y Fuente de San Luis (Valencia) para piezas de repuesto para el resto de la serie.
Accidentes:
- 24 de diciembre de 1995: La 252.054 que llevaba el tren nocturno Estrella Gibralfaro Barcelona-Málaga, cayó frontalmente por el puente de Las Correderas, en Despeñaperros, debido a un corrimiento de tierras. Arrastró tras sí una plataforma Autoexpreso y un coche de viajeros Serie 10000 quedando ambos en un increíble equilibrio. Murieron el maquinista y su ayudante, aunque no hubo que lamentar víctimas entre los viajeros. Fue desguazada dos años después del accidente.

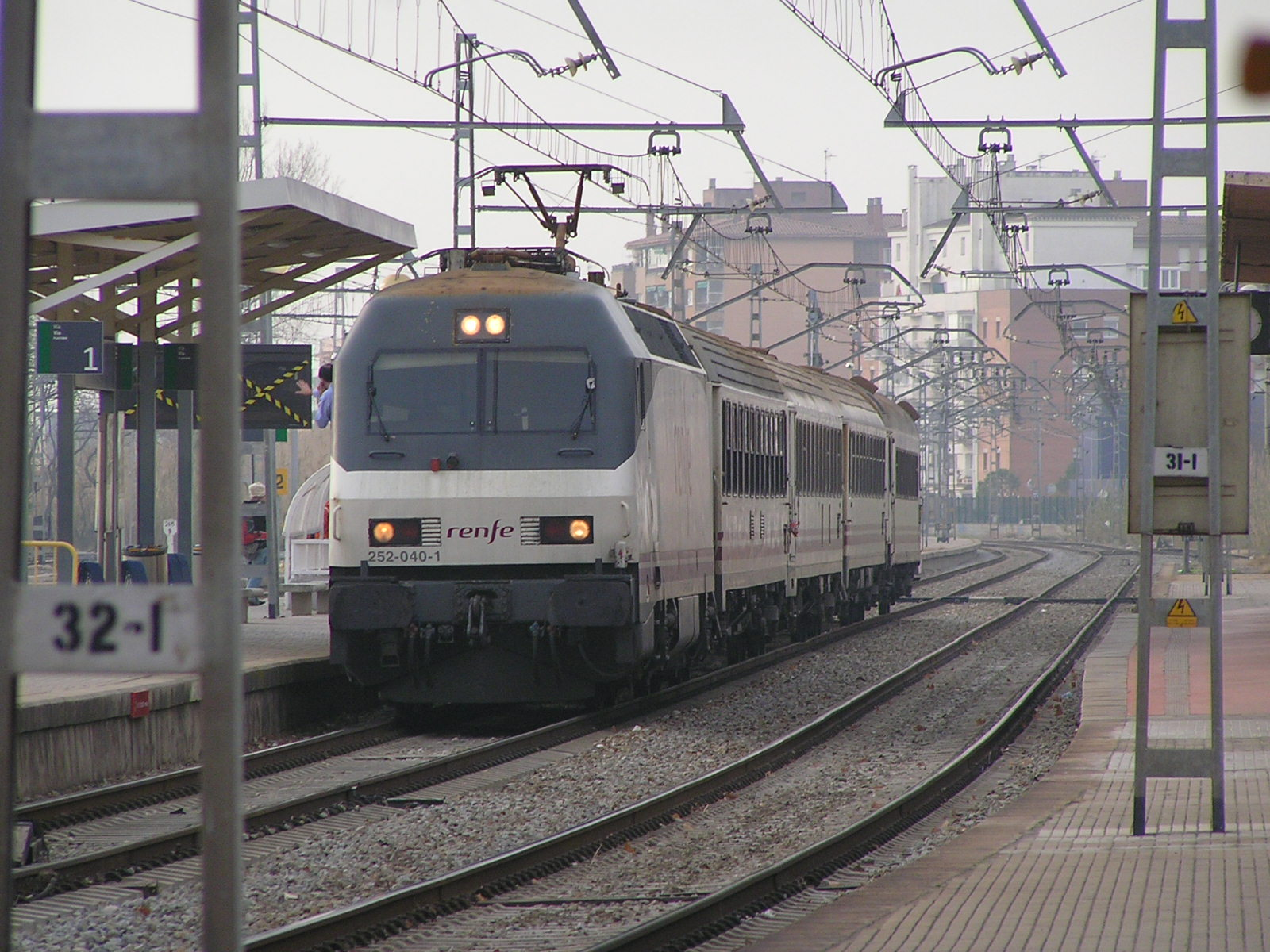
El Estrella Costa Brava, con la locomotora 252.040 a la cabeza, haciendo parada en Figueras.

- 11 de noviembre de 2002: La 252.062 colisiona en Villanueva (Zaragoza) contra un camión que trabajaba en las obras de la Línea de Alta Velocidad Zaragoza-Huesca. Fue desguazada en el TCR de Villaverde en 2010.

- 11 de abril de 2005: La 252.009, la cual ostentaba el récord de velocidad con 302km/h, se incendió en la estación de Sevilla Santa Justa. Fue desguazada en los talleres de La Sagra en 2011.

- 3 de febrero de 2014: La 252.017, se incendió en la LAV mixta Barcelona-Figueras remolcando un TECO internacional en mando múltiple, fue desguazada en los Talleres de Villaverde Bajo en 2019.

- 6 de agosto de 2014: La 252.010, se incendió en la LAV Madrid-Zaragoza-Barcelona-Frontera Francesa a la altura de Ballobar (Huesca) mientras remolcaba el Trenhotel 00922 Barcelona Sants- Vigo/La Coruña debido a un sobrecalentamiento del boggie delantero en un intento de alcanzar 200 km/hora en mando simple. Fue trasladada a La Sagra, siendo desguazada entre 2014 y 2020.